# صور (موسيقا)
العران أو الصُوْر هو آلة نفخٍ موسيقية.